# Pont Paton
 (avril 2025).
La mise en forme du texte ne suit pas les recommandations de Wikipédia : il faut le « wikifier ».
Les points d'amélioration suivants sont les cas les plus fréquents :
- Les titres sont pré-formatés par le logiciel. Ils ne sont ni en capitales, ni en gras.
- Le texte ne doit pas être écrit en capitales (les noms de famille non plus), ni en gras, ni en italique, ni en « petit »…
- Le gras n'est utilisé que pour surligner le titre de l'article dans l'introduction, une seule fois.
- L'italique est rarement utilisé : mots en langue étrangère, titres d'œuvres, noms de bateaux, etc.
- Les citations ne sont pas en italique mais en corps de texte normal. Elles sont entourées par des guillemets français : « et ».
- Les listes à puces sont à éviter, des paragraphes rédigés étant largement préférés. Les tableaux sont à réserver à la présentation de données structurées (résultats, etc.).
- Les appels de note de bas de page (petits chiffres en exposant, introduits par l'outil «  Source ») sont à placer entre la fin de phrase et le point final[comme ça].
- Les liens internes (vers d'autres articles de Wikipédia) sont à choisir avec parcimonie. Créez des liens vers des articles approfondissant le sujet. Les termes génériques sans rapport avec le sujet sont à éviter, ainsi que les répétitions de liens vers un même terme.
- Les liens externes sont à placer uniquement dans une section « Liens externes », à la fin de l'article. Ces liens sont à choisir avec parcimonie suivant les règles définies. Si un lien sert de source à l'article, son insertion dans le texte est à faire par les notes de bas de page.
- La présentation des références doit suivre les conventions bibliographiques. Il est recommandé d'utiliser les modèles {{Ouvrage}}, {{Chapitre}}, {{Article}}, {{Lien web}} et/ou {{Bibliographie}}. Le mode d'édition visuel peut mettre en forme automatiquement les références.
- Insérer une infobox (cadre d'informations à droite) n'est pas obligatoire pour parachever la mise en page.

Pour une aide détaillée, merci de consulter Aide:Wikification.
Si vous pensez que ces points ont été résolus, vous pouvez retirer ce bandeau et améliorer la mise en forme d'un autre article.

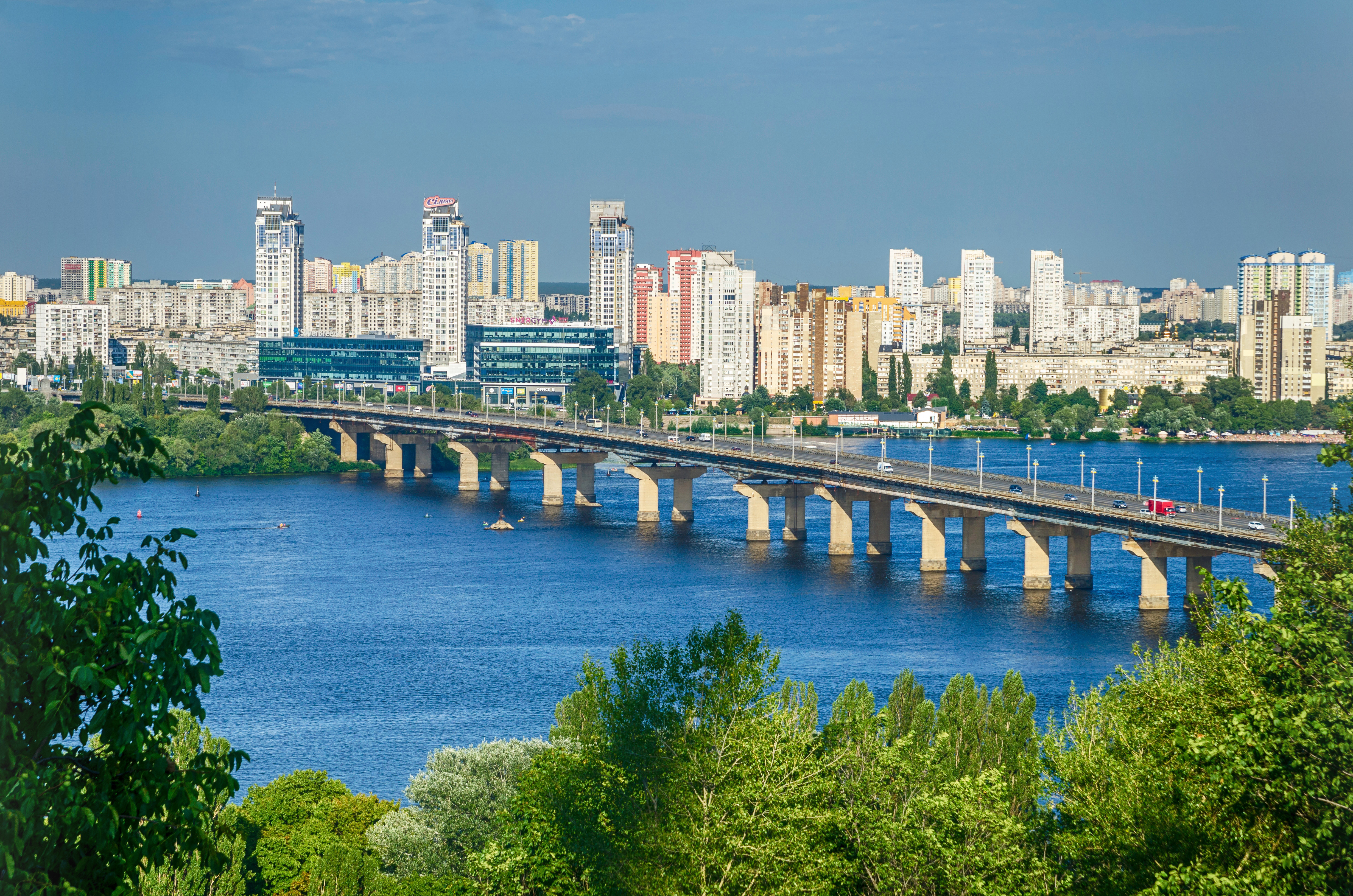
Vue du pont Paton et des quartiers de la rive gauche de la ville.

Le pont Paton (ukrainien : Міст Патона) est l'un des ponts qui traversent le Dniepr à Kiev, en Ukraine. Il est nommé d'après son constructeur, Evgueni Paton. Construit entre 1941 et 1953, il est l'un des premiers ponts entièrement soudés au monde et est également le plus long pont de Kiev avec une longueur de 1 543 m. La circulation sur le pont a été ouverte le 5 novembre 1953. Le pont fait également partie du Petite Ceinture de Kiev (uk).

## Construction
L'ingénieur Evgueni Paton a joué un rôle direct dans la conception et la construction du pont. À l'origine, il a eu une idée révolutionnaire, même à l'échelle mondiale, d'assembler la structure entièrement par soudure au lieu d'utiliser la conception rivetée traditionnelle. Le premier pont routier de ce type au monde, le pont de Maurzyce, avait été ouvert seulement en 1928 et depuis lors, l'idée était une relative nouveauté dans le génie civil, avec seulement quelques douzaines de constructions achevées avant le déclenchement de la Seconde Guerre mondiale. Paton a insisté auprès des concepteurs sur le fait qu'une telle approche améliorerait considérablement la fiabilité de la structure, mais initialement, son idée n'a trouvé aucun soutien parmi les professionnels. Finalement, son idée de la soudure intégrale a reçu un soutien, car il a obtenu le feu vert pour commencer la construction du pont par le chef du Parti communiste d'Ukraine, Nikita Khrouchtchev, qui a personnellement supervisé toute l'opération. La construction de la première travée a commencé au début de juin 1941 mais a été interrompue par la Grande Guerre patriotique. Après la reconquête de Kiev par l'Armée rouge le 6 novembre 1943, la construction du pont a dû reprendre pratiquement à zéro car les troupes allemandes en retraite ont fait sauter toutes les parties existantes du pont inachevé. Cependant, la construction du pont a été achevée juste à temps pour le 10e anniversaire de la libération de Kiev et a été officiellement ouvert le 5 novembre 1953. À son achèvement, le pont était composé de 264 blocs identiques de 29 m de long chacun, maintenus ensemble par des joints soudés totalisant 10 668 m. Le poids total de l'ensemble de la structure est estimé à plus de 10 000 t. L'installation des voies de tramway sur le pont a également permis aux passagers de se déplacer entre la rive gauche et la rive droite de Kiev en tramway, allégeant ainsi la pression sur les bus.

## Histoire
Depuis son ouverture réussie en 1953, le pont n'a subi aucun ajout ou modification majeure jusqu'en 1968. À un moment donné de cette année-là, deux glissières de sécurité ont été installées, séparant la circulation piétonne et automobile. Cette approche particulière n'avait jamais été utilisée dans toute l'Union soviétique à l'époque. En 1976, un test de résistance a été effectué pour déterminer la pression que le pont pouvait supporter. À l'origine, le pont était conçu pour supporter 10 000 véhicules par jour. Cependant, les résultats du test ont révélé que le pont pouvait supporter environ 70 000 véhicules par jour. En 1995, le pont a été reconnu par l'American Welding Society comme la structure entièrement soudée la plus unique. En 2004, le pont a subi une révision majeure. En prévision de celle-ci, le 9 juin de cette année-là, le trafic des tramways sur le pont a cessé d'exister car les voies de tramway ont été retirées au profit de l'ajout de voies supplémentaires pour aider àFluidifier les embouteillages qui paralysaient le pont et ses environs aux heures de pointe. Le pont a été divisé en sept voies. Trois voies seraient utilisées dans les deux sens, plus une voie réversible au milieu. L'ajout de la voie réversible a également entraîné une augmentation des accidents de la circulation, en particulier des collisions frontales. À partir du 1er février 2008, à l'initiative du Département des services de la circulation, le pont a été équipé d'un éclairage supplémentaire. Au cours des étés 2009 et 2010, le pont a subi d'importantes réparations.

## Améliorations futures
Selon les experts, l'état actuel du pont ne répond pas aux exigences de conception modernes et nécessite une révision majeure, y compris les travées, l'étanchéité, les joints soudés, les poteaux d'éclairage, les glissières de sécurité et les fondations elles-mêmes. L'élargissement à quatre voies dans chaque direction au détriment de la voie réversible augmentera également le trafic quotidien moyen de près de 60 %. De plus, le concept d'utilisation d'un séparateur en béton, similaire au mur de l'Ontario, tel qu'il est utilisé sur le pont du Nord depuis 2007, réduirait considérablement les accidents de la circulation, en particulier les collisions frontales. En novembre 2010, cette prochaine révision majeure était estimée à environ 714 000 000 de hryvnias pour la ville. La reconstruction devait commencer en 2011 et durer jusqu'à 27 mois.